# Espace L2
En mathématiques, l'espace L2 est le cas particulier p = 2 de l'espace Lp.
Plus explicitement, si Ω est un espace mesuré, muni d'une mesure positive, µ (par exemple un ouvert de ℝn muni de la mesure de Lebesgue), on considère d'abord l'espace — souvent noté ℒ2(μ) — des fonctions mesurables définies sur Ω (à valeurs réelles ou complexes) qui sont de carré intégrable au sens de l'intégrale de Lebesgue. Il est muni de la forme hermitienne positive définie par
{\displaystyle (f,g)_{\mathrm {L} ^{2}}=\int _{\Omega }f(x){\overline {g(x)}}\,\mathrm {d} \mu (x)}.
On définit alors l'espace de Hilbert L2(μ) (ou L2(Ω) si µ est la mesure de Lebesgue) comme le quotient de ℒ2(μ) par le sous-espace vectoriel des fonctions nulles presque partout. Ce quotient identifie donc les fonctions qui sont dans la même classe pour la relation d'équivalence « f ~ g » ssi « f et g sont égales presque partout ».

## Processus du second ordre
La notation L2 a parfois une autre signification :
Définition — Un processus stochastique est dit du second ordre si, en tout site, il est à valeurs réelles et de carré intégrable (l'espérance de son carré est finie). On note L2 l'ensemble des processus du second ordre
On parle également de champ du second ordre. Un processus gaussien est du second ordre.
Un cas important est celui des fonctions aléatoires stationnaires d'ordre 2.